# Grigg Peak, Antarktis
Grigg Peak är en bergstopp i Antarktis. Den ligger i Östantarktis. Nya Zeeland gör anspråk på området. Toppen på Grigg Peak är 2 130 meter över havet, eller 350 meter över den omgivande terrängen. Bredden vid basen är 4,8 km.
Terrängen runt Grigg Peak är kuperad österut, men västerut är den platt. Trakten är obefolkad. Det finns inga samhällen i närheten.